# Marco Zipoli
Marco Zipoli (* 16. Juni 1990 in Genua) ist ein italienischer Automobilrennfahrer.
Nachdem Zipoli von 2003 bis 2006 im Kartsport aktiv gewesen war, machte er 2006 in der italienischen Formel Azzura seine ersten Erfahrungen im Formelsport. In der folgenden Saison blieb er in dieser Serie und sicherte sich mit sechs Siegen den Vizemeistertitel hinter Salvatore Cicatelli. 2008 wechselte der Italiener in die italienische Formel-3-Meisterschaft und wurde mit einem zweiten Platz als bestes Resultat Sechster in der Gesamtwertung. 2009 bestritt Zipoli seine zweite Saison in der italienischen Formel-3-Meisterschaft und gewann zwei Rennen. Am Saisonende wurde er hinter Daniel Zampieri Vizemeister.
Als Belohnung für seine Leistungen in der Formel 3 nahm Zipoli im Dezember an Formel-1-Testfahren für Ferrari teil.

## Karrierestationen
- 2003–2006: Kartsport
- 2006: Italienische Formel Azzura
- 2007: Italienische Formel Azzura (Platz 2)
- 2008: Italienische Formel-3-Meisterschaft (Platz 6)
- 2009: Italienische Formel-3-Meisterschaft (Platz 2)
- 2009: Formel 1 (Testfahrer)